# NGC 3752
NGC 3752 је спирална галаксија у сазвежђу Змај која се налази на NGC листи објеката дубоког неба.
Деклинација објекта је + 74° 37' 43" а ректасцензија 11h 32m 32,3s. Привидна величина (магнитуда) објекта NGC 3752 износи 12,9 а фотографска магнитуда 13,7. NGC 3752 је још познат и под ознакама UGC 6515, MCG 13-8-64, CGCG 351-63, KARA 484, IRAS 11293+7454, PGC 35608.